# Gulu
Gulu es una ciudad de la Región Norte de Uganda. Es el centro comercial y administrativo del distrito de Gulu. A una distancia de 340 km de Kampala por carretera, en 2014 tenía una población de 152 276 habitantes.

## Historia
Durante el gobierno británico de Bagool en los siglos XVIII y XIX, el norte de Uganda estaba menos desarrollado en comparación con el resto del país. La gente fue reclutada por el ejército y la policía.
Muchos fueron enviados a luchar en la primera y Segunda Guerra Mundial. En la década de 1960, muchos refugiados sudaneses, ruandeses y congoleños se establecieron en la ciudad.
El Ejército de Resistencia del Señor (LRA) bajo el liderazgo de Joseph Kony surgió en la década de 1990 después de que Auma/Lakwena fuera a Kenia. El LRA se volvió cada vez más violento en Gulu y las comunidades circundantes. Hasta 15.000 niños, conocidos como "viajeros nocturnos", huían cada noche a la ciudad en busca de seguridad. En 1996, el gobierno de Uganda ordenó que todos los civiles del norte de Uganda se trasladaran a campamentos de desplazados internos (IDP). Varias organizaciones, como Stop the Genocide en el norte de Uganda, llamaron a estos campos "campos de concentración" y exigieron su cierre inmediato. En un momento, aproximadamente dos millones de personas vivían en estos campamentos. En abril de 2009, se cerraron todos los campos de desplazados internos y se permitió a la gente regresar a sus aldeas. Para julio de 2009, aproximadamente 1 452 000 personas (el 80,7 % de las personas que vivían en los campamentos) habían abandonado voluntariamente los campamentos para regresar a sus hogares.

## Demografía
El censo nacional de 2002 estimó la población de Gulu en 119.430. La Oficina de Estadísticas de Uganda (UBOS) estimó la población en 149.900 en 2010. En 2011, UBOS estimó la población a mitad de año en 154.300. El censo de población de 2014 situó la población en 152 276.
En 2020, la población de mitad de año de la ciudad de Gulu se proyectó por división de la ciudad de la siguiente manera: Bar Dege (47 700), Laroo (32 300), Layibi (43 900) y Pece (53 500), para un total de 177 400.